# Урбнисская и Руисская епархия
Урбнисская и Руисская епархия (груз. ურბნისისა და რუისის ეპარქია) — епархия Грузинской православной церкви на территории Карельского муниципалитета.

## История
5 апреля 1995 года решением Священного Синода территория Урбнисской епархии была разделена на три епархии: Самтависскую и Горийскую, Урбнисскую и Руисскую, Никозскую и Цхинвальскую.
11 октября 2013 года решением Священного Синода из Урбнисско-Руисской епархии была выделена Сурамская и Хашурская.

## Правящие архиереи
- Давид (Качахидзе) (1 октября 1917 — 5 июля 1920)
- Христофор (Цицкишвили) (13 июня 1922 — 7 апреля 1925)
- Павел (Джапаридзе) (7 апреля — 9 октября 1925) в/у, еп. Цилканинский
- Иоанн (Маргишвили) (9 октября 1925 — 20 октября 1926)
- Каллистрат (Цинцадзе) (20 октября 1926 — 12 января 1927) в/у, митрополит Манглисский
- Симеон (Челидзе)[груз.] (20 января 1927 — 6 октября 1930)
- Ефрем (Сидамонидзе) (6 октября 1930 — 8 марта 1933)
- Алексий (Герсамия)[груз.] (8 марта 1933 — 7 февраля 1938) в/у, еп. Цилканский
- Тарасий (Канделаки) (19 марта 1938 — 30 апреля 1944) в/у, еп. Цилканский
- Мелхиседек (Пхаладзе) (30 апреля 1944 — 28 августа 1956) c 5 апреля 1952 — в/у, католикос-патриарх
- Давид (Девдариани) (28 августа 1956 — 9 ноября 1977) с 1 июля 1972 — в/у, католикос-патриарх
- Гаий (Кератишвили) (15 февраля — 25 мая 1978)
- Константин (Меликидзе) (20 октября 1978 — 17 сентября 1984)
- Зосима (Шиошвили) (17 сентября 1984 — 14 октября 1988) в/у, еп. Цилканский
- Вахтанг (Ахвледиани) (14 октября 1988 — 5 апреля 1995)
- Христофор (Цамалаидзе) (5 апреля — 31 июля 1995)
- Вахтанг (Ахвледиани) (31 июля 1995 — 21 октября 1996) в/у, архиеп. Самтависский
- Иов (Акиашвили) (с 21 октября 1996)